# The Graveyard
The Graveyard è il settimo album in studio della band di King Diamond pubblicato da Massacre Records in formato CD e, in edizione limitata, in picture disc il 1 ottobre del 1996. Il concept racconta la storia di un uomo che cerca di avere senza successo la sua vendetta nei confronti di un sindaco rapendone la figlia.

## Tracce
1. The Graveyard – 1:22
2. Black Hill Sanitarium – 4:28
3. Waiting – 4:26
4. Heads on the Wall – 6:20
5. Whispers – 0:31
6. I'm Not a Stranger – 4:03
7. Digging Graves – 6:56
8. Meet Me at Midnight – 4:46
9. Sleep Tight Little Baby – 5:38
10. Daddy – 3:22
11. Trick or Treat – 5:09
12. Up From the Grave – 3:18
13. I Am – 5:50
14. Lucy Forever – 4:56

## Formazione
- King Diamond - voce, tastiere
- Andy LaRocque - chitarra
- Herb Simonsen - chitarra
- Chris Estes - basso
- Darrin Anthony - batteria